# Азизбеков, Мешади Азиз-бек оглы
Мешади́ Азиз-бек оглы́ Азизбе́ков или Мешади-Бек Азибеков (азерб. مشه‌دی عزیزبه‌ی‌اوو, Məşədi Əziz bəy oğlu Əzizbəyov; 6 [18] января 1876, Баку — 20 сентября 1918, 207-я верста Закаспийской железной дороги, между станциями Перевал и Ахча-Куйма) — видный деятель революционного движения в Азербайджане, один из первых марксистов-азербайджанцев; согласно 1-му изданию БСЭ, принадлежал к поколению тюркских революционеров-интеллигентов. Был одним из руководителей организации «Гуммет», являлся членом РСДРП(б) и ЦК Персидской социал-демократической партии «Адалят», гласный Бакинской городской думы, губернский комиссар и заместитель комиссара по внутренним делам Бакинского СНК (1918).
Революционная деятельность Азизбекова началась в Петербурге, где он учился. Вступив в РСДРП, принимал участие в политических выступлениях, в том числе в одной из «ветровских демонстраций». Был активным деятелем Первой русской революции, в период которой стал членом организации «Гуммет» и в дальнейшем одним из видных её деятелей. Оказывал поддержку иранским революционерам; тесно был связан с Бакинским мусульманским просветительным обществом «Ниджат», в деятельности которого принимал непосредственное участие. Умело сочетал подпольную революционную работу с легальной деятельностью. Являлся членом Бакинской городской думы. Будучи одним из видных деятелей Бакинской коммуны, проводил большую работу по установлению Советской власти, а также в организации обороны Баку. Казнён в числе «26 бакинских комиссаров».

## Биография

### Происхождение
Мешадибек Азизбеков родился 6 (18) января 1876 года (10 зулькадара 1254 года по хиджре) в доме № 117 (131) по улице Азиатской (впоследствии ул. Петра Монтина, ныне — улица Алиовсата Гулиева, дом № 105) в Баку в семье мастера-белокаменщика Азизбека Азизбекова (1844—1889). Был единственным ребёнком своей матери Сальминаз Гаджи Имам Али кызы. Оба родителя не получили никакого образования.
Лично знавшие его люди сообщали, что Азизбеков происходил из бедной семьи; это встречается в советских изданиях, в том числе биографических. В Энциклопедии гражданской войны и военной интервенции в СССР сказано, что он из рабочих. Между тем, в одном из документов указывается, что М. Азизбеков — сын бека; на бекское происхождение намекает и сама фамилия её носителей. Более того, другой его современник, А. Микоян, писал, что Азизбеков был выходцем из богатой семьи.
По словам внука Мешади Азизбекова, Мехди Азизбекова, его дед был из дворянской семьи. Отец Мешади Азизбекова — Азизбек — приходился другом миллионеру Г. З. Тагиеву, а сам М. Азизбеков был женат на дочери миллионера Зарбалиева; семья Азизбекова владела нефтяными месторождениями в Сураханах, металлоплавильным заводом на Балаханской улице, 10 гектарами земли в Шувеляне, но в советские годы дворянское происхождение Азизбекова скрывалось.
Его отец в 1888 году был арестован, судим в Петербурге и приговорён в 1889 году к пожизненной каторге. Он скончался в том же году в сибирской ссылке. По словам Мехди Азизбекова, Азизбека оклеветали, и он был убит в Сибири по заказу.

### Студенческие годы
В 1883 году Азизбеков поступил в первую русско-татарскую школу, а в 1889 году в Бакинское реальное училище и, окончив в 1894 году основное отделение, перевёлся в дополнительный класс Тифлисского реального училища, поскольку должен был переменить климат из-за болезни. Возникшие жизненные обстоятельства побудили его в том же году обратиться с прошением к попечителю Кавказского учебного округа о его переводе в Бакинское реальное училище. Последнее он окончил в 1896 году. Ему не удалось поступить в Петербургский институт гражданских инженеров, после чего он два раза сдавал экзамен в Петербургский технологический институт, но не был принят. Лишь в 1899 году Азизбеков смог поступить в технологический институт. Чтобы отправить сына на учёбу, его мать заложила небольшой земельный участок.
Не имея в Петербурге средств для пропитания, Азизбеков ходатайствовал перед Кавказским учебным округом и Бакинским городским головой о предоставлении ему стипендии, но получил отказ. Это обстоятельство вынудило его заняться частными уроками. В студенческой среде он пользовался большой любовью и уважением. Его даже избрали руководителем землячества студентов-азербайджанцев высших учебных заведений Петербурга. Один из его друзей по вузу, инженер Я. Б. Саркисбеков, писал в своих воспоминаниях:
Перебиваясь сам кое-как уроками и случайно работой, он старался помочь и другим, и нередко его единственная ценность — серебряные часики путешествовали по петербургским ломбардам, загнанные туда для выручки голодающего товарища. Кристаллически честный, бескорыстный, т. Мешади пользовался особым уважением студентов-кавказцев.
По воспоминаниям другого однокашника Ш. А. Рустамбекова, поступившего в 1901 году в Петербургский технологический институт, Азизбеков пришёл к нему с целью познакомиться и узнать, как они устроились и в чём нуждаются. По его мнению, Азизбеков «был намного развитее, начитаннее и культурнее, чем все остальные студенты-азербайджанцы». Он советовал студентам больше читать, особенно русских классиков, быть в курсе общественной жизни и глубже интересоваться политическими вопросами, поскольку, как он неоднократно говорил, «таким путём можно подготовиться к общественной деятельности и принести пользу своему народу». Благодаря Азизбекову Рустамбеков, забросивший на время учёбу, смог перейти на второй курс. Будучи в Петербурге, Азизбеков посещал театры, чаще всего Александрийский драматический, музеи, библиотеки.

### Становление на революционный путь
Начало революционной деятельности Азизбекова можно отнести ещё к тому времени, когда в 1896 году он приехал в Петербург для поступления в Институт гражданских инженеров. В частности, тогда он посещал занятия нелегального марксистского кружка петербургских рабочих.
В марте 1897 года петербургские студенты организовали демонстрацию по поводу самосожжения курсистки М. Ф. Ветровой в Петропавловской крепости, гибель которой вызвала ряд «ветровских демонстраций». Азизбеков побудил студентов-мусульман принять участие в этой акции. Демонстранты собрались в Исаакиевском соборе, чтобы отслужить панихиду, но им запретили это делать. Тогда Азизбеков обратился к студентам со словами «Нет попа, отслужим гражданскую». Этот возглас, подхваченный всеми, постепенно сменился пением «Вечной памяти», и с этим пением десятитысячная демонстрация начала выходить из собора. Азизбеков, сгруппировав около себя кавказцев, пошёл впереди них в общем шествии. Появившиеся крупные отряды полиции из числа конных городовых постепенно разбили эту массу на несколько частей; многие были арестованы. Самого Азизбекова посадили в тюрьму «Кресты».
В Петербурге, в 1898 году, он вступает в РСДРП. Немецкий историк Йорг Баберовски впоследствии относил его к национал-коммунистам. Будучи студентом Петербургского технологического института, Азизбеков принимал участие в ряде революционных выступлений. По мнению однокашника, который познакомился с ним только в 1901 году, Азизбеков переменился. По воспоминаниям Ш. Рустамбекова, на его вопрос о пользе демонстраций, М. Азизбеков ответил приблизительно так:
Эти демонстрации имеют большое политическое и воспитательное значение: они напоминают народу о том, что существуют политические и социальные вопросы, над которыми надо задуматься; напоминают о его бесправном угнетённом состоянии, о произволе, несправедливостях и издевательствах царской власти над ним; они призывают интеллигенцию, рабочих, крестьян, и вообще весь угнетённый народ к борьбе за свои права, за лучшую жизнь. Эти демонстрации пугают власть и заставляют её умерить произвол и издевательства, обратить внимание на требования народа».
Приезжая домой, как до поступления в Петербургский технологический институт, так и в период учёбы, он не оставался безучастным к проводимой здесь революционной работе. Например, прибыв в 1898 году по просьбе матери на короткое время в Баку, он участвовал в деятельности рабочих кружков, знакомился с номерами подпольных газет и журналов и проводил читки избранных статей из них, а также занимался агитацией. В другой свой приезд Азизбеков принимал участие в демонстрациях и политических выступлениях. Театральный деятель, актёр М. Мурадов вспоминал, что «в 1902 году вышли мы с репетиции с артистом Араблинским и увидели, что по улице против нынешнего АСПС идёт демонстрация с красными знамёнами. Впереди них Азизбеков с пением революционных песен. Они шли по середине улицы. Мы с Араблинским последовали за ним по тротуару. Когда подошли к нынешнему Баксовету, сразу выскочили верховые казаки и въехали в ряды демонстрантов». В 1902 году М. Азизбекова вновь арестовали и посадили в Петропавловскую крепость.
В эти молодые годы он также изучал произведения основоположников марксизма. Поля некоторых лично принадлежавших Азизбекову книг расписаны сделанными им пометками, которые, по мнению исследователя его биографии М. Казиева, свидетельствуют о его глубоких теоретических знаниях и умении разбираться в вопросах диалектического и исторического материализма, а также о критическом отношении ко взглядам и концепциям противников марксизма. В числе таких книг пять сочинений Карла Маркса (в их числе: «К критике политической экономии», «Нищета философии», «Восемнадцатое брюмера Луи Бонапарта»), два Фридриха Энгельса (одно из них: «Анти-Дюринг»), монография Владимира Ленина «Развитие капитализма в России», работа британского натуралиста Альфреда Уоллеса «Чудесный век» и др.
Другой его биограф и лично знакомый с ним С. М. Эфендиев не рассматривал Азизбекова как крупного теоретика марксизма, но отмечал, что будучи «бесповоротно убеждённым большевиком», Азизбеков вносил «фантастический энтузиазм и темперамент» в каждое дело, в котором он участвовал. Сам Азизбеков, характеризуя влияние произведений революционных демократов на формирование своего мировоззрения, говорил: «Если моя первая мать Сальминаз, то вторая мать — Чернышевского „Что делать?“. Обе они меня воспитали и вырастили».

### Во время Первой русской революции
В связи с русско-японской войной Технологический институт в конце 1904 года был временно закрыт. Азизбеков прервал учёбу и вернулся в Баку. После возвращения домой «за невнесение платы за право слушания лекций в 1905 г. был уволен из института».
Его приезд совпал с началом революционных выступлений против монархии. На Кавказе произошли столкновения армян с азербайджанцами, в провоцировании и попустительстве которых общественное мнение, и в особенности революционеры, обвиняли царские власти. Находясь в Баку, Азизбеков активно пытался предотвратить межнациональные столкновения. Из протоколов показаний видно, что он весь день без оружия стоял среди возбуждённой вооружённой толпы, которую увещевал. В протоколе отмечалось, что это спасло многих, при этом Азизбеков был охарактеризован «главнейшим умиротворителем».
В своём районе, по воспоминаниям Я. Б. Саркисбекова, он сохранил жизнь многим армянам, укрывая их у себя и у знакомых. Я. Саркисбеков писал, что Азизбеков говорил: «массы, как армянские, так и тюркские (то есть азербайджанские — прим.), неповинны в происшедшем. Виноват режим, натравливающий одну часть населения на другую». Его убеждённость прослеживается из показаний, которые он давал в качестве свидетеля. В них он говорил, что и мысли не допускает, что причиной этих событий стали межнациональные противоречия. Более того, он сам видел, как казаки натравливали одну группу на другую, а, посещая многих своих знакомых, нигде не слышал разговоры о возможных столкновениях. Азизбеков говорил: «Я враг каких бы то ни было национальных трений, в каких бы то ни было формах».

#### «Гуммет»
В течение того времени, когда происходили антиправительственные выступления, он принимал активное участие в них. В это же время он вступил в социал-демократическую группу «Гуммет» («Энергия») и в дальнейшем был одним из её руководителей. Как гласило жандармское донесение, М. Азизбеков был «видным деятелем этой организации». Его деятельность в «Гуммет», согласно секретному сообщению особого отдела канцелярии наместника на Кавказе, была «главным образом заметна в оказании поддержки политическим преступникам (берёт на поруки, вносит залоги и т. п.)».
По мнению польского историка Т. Свентоховского, именно два новых члена «Гуммет» (Мешади Азизбеков и Нариман Нариманов), которых он охарактеризовал способными организаторами, значительно укрепили руководство этой организации, когда число её последователей начало расти. Согласно полицейскому рапорту, в «Гуммет»
не входят политически сознательные рабочие, однако, большая масса татар (т. е. азербайджанцев — прим.), лезгин и персов прислушиваются к голосу организации… Ею выпускаются листовки. Во главе её стоят энергичные люди, которые, хотя и не достаточно эрудированы, но наделены сильным революционным темпераментом, оказывающим влияние на народные массы.
«Гуммет» боролась за улучшение условий труда рабочих, а её активисты не только затрагивали социальные вопросы, но и занимались культурной деятельностью. Й. Баберовский считал, что выступления гумметистов по содержанию «практически не отличались от установок мусульманских либералов». Он рассматривал их как радикальных выразителей просветительских взглядов азербайджанцев.
Чётко определить взаимоотношения между «Гуммет» и РСДРП невозможно, поскольку они по-разному интерпретировались. В полицейских донесениях от 1905 года говорится, что между членами «Гуммет» и Бакинской организацией РСДРП практически нет никакого общения, члены «Гуммет» не занимаются революционной деятельностью, в связи с чем остаются неизвестными. В числе известных фигурировали всего четыре имени, в том числе Мешади Азизбекова. По мнению Йорга Баберовски, члены «Гуммет» просто адаптировали программу большевистской партии в соответствии со своими целями и, отказавшись от атеистической пропаганды, придали своей партийной риторике исламские черты. Девизом организации стали слова «Объединённые усилия мужей сдвигают горы», относящиеся к имаму Али. Вместе с тем Й. Баберовски считает, что численность самой организации была невысока. Так, согласно одному рапорту, поступившему в 1909 году в петербургский департамент полиции, в ней насчитывалось около 100 членов.

#### Деятельность в 1905—1907 годах
По возвращении домой бакинский миллионер Г. З. Тагиев предложил ему работу на своей ковроткацкой фабрике, но Азизбеков отказался от этого предложения и в начале 1905 года устроился на работу на баиловскую электростанцию Акционерного общества «Электрическая сила». В том же году по его инициативе в Баку создаётся «Общество мусульманских драматических артистов» («Хамийэт»), которым руководил М. А. Алиев. В декабре возникла организация учащихся-азербайджанцев под названием «Ухуввет» («Братство»), где гумметисты, в том числе Азизбеков, вели агитацию социал-демократического характера.
В 1906 году он основал боевую организацию среди мусульманских рабочих «Бейдаге Нусред» («Знамя Свободы»), штабом которой стала его квартира. Задачей организации было воспрепятствование грабежам и убийствам в Баку, а также борьба с алчностью богачей и защита интересов «обездоленных всех национальностей». Будучи частью общегородской Боевой дружины Бакинской организации РСДРП, в её цели входило обучение рабочих военным знаниям и владению оружием, а также подготовка опытных дружинников, способных в момент вооружённого восстания руководить действиями рабочих, организация отпора черносотенцам. Азизбеков, выступая перед дружинниками, призывал их: «Мы должны вооружаться, мы должны противопоставлять нашим врагам нашу организованность и нашу силу. Поэтому надо создавать боевые дружины из лучших товарищей».
Бакинские большевики и группа «Гуммет» организовали выпуск большевистской газеты «Коч-Девет» («Призыв») на азербайджанском и армянском языках. В числе её создателей был и Азизбеков, который сделал много для её регулярного издания и распространения. После выхода 19 номеров газета 6 августа 1906 года была закрыта «за вредное направление» по распоряжению бакинского губернатора.
Тогда же Азизбековым была организована небольшая мастерская, в которой производились станки для подпольных типографий. В конце 1906 года Бакинский комитет РСДРП остался без подпольной типографии. Тогда бойцы «Бейдаге Нусред» добыли печатную машину путём налёта на типографию газеты «Баку», в котором, по воспоминанию С. Хмиладзе, также участвовал Азизбеков. Летом вспыхнула стачка на текстильной фабрике Г. З. Тагиева, в подготовке и руководстве которой участвовали гумметисты. Один из участников стачки, Али Аббас Нагиев, позднее упоминал Азизбекова в числе тех, кто часто бывал и горячо выступал на собраниях и митингах текстильщиков. Эта двухмесячная забастовка завершилась тем, что генерал-губернатор и администрация фабрики выполнили требования бастующих. В сентябре Мешади Азизбекова избрали в состав ЦК Иранской социал-демократической партии «Муджахид».
В революционный период большевики проводили работу по организации рабочих выступлений, забастовок и стачек. Им удалось в ноябре 1906 года создать Союз нефтепромышленных рабочих, в организации и деятельности которой Азизбеков принял активное участие. Таким же образом он участвовал в Бакинской совещательной кампании, развернувшейся в 1906—1908 годах. Был одним из руководителей маёвки в мае 1907 года у горы Степана Разина. Его деятельность того времени отнюдь не ограничивалась агитационной работой. Он выступал на страницах издававшихся организацией «Гуммет» газет. Перед руководством предприятий Азизбеков ходатайствовал за того или иного рабочего. Так, он составил открытое письмо Талышханову, являвшемуся управляющим промыслами Мусы Нагиева, с которым Азизбеков до этого неоднократно встречался. В этом письме он взял под защиту «беспричинно уволенного рабочего». После того как Талышханов порвал письмо, Азизбеков отправил копию письма в газету «„Каспий“», выразив свой протест против действий последнего, поскольку «рвать такое письмо коллеги и давнишнего знакомого перед предъявителем моего письма это больше, чем некультурно», и потребовал от того публичного объяснения через печать.

### Период Столыпинской реакции. Общество «Ниджат-маариф»
Вслед за поражением революции 1905 года в стране наступила реакция. Вернувшись в Петербург, Азизбеков, помимо основной специальности, решил также изучить электротехнику. Он стал единственным азербайджанцем, получившим кроме звания инженера, ещё и звание электрика. Газета «Иршад» даже опубликовала радостное сообщение о получении им диплома горного инженера. Однако, по особому указанию министра народного просвещения, ему диплом сперва не был выдан. Лишь в конце мая 1908 года через Бакинское городское полицейское управление он смог получить его. По возвращении домой Азизбеков устроился инженером на работу в городскую управу, но его оттуда выжили как азербайджанца.
Азизбеков стоял во главе «Бакинского комитета помощи иранским революционерам», оказывавшего поддержку федайинам Саттар-хана, возглавлявшего восстание конституционалистов в Тебризе (другой комитет, Тифлисский, возглавлял Н. Нариманов). Его квартира стала главным складом оружия и нелегальной литературы, посылаемых в Иран. В то время её именовали «Штабом боевой дружины». По заданию Бакинского комитета в мае 1908 года он отправился с нелегальным грузом на пароходе в Решт. В Иране Азизбеков встречался с Саттар-ханом и Багир-ханом.
В 1910 году от фирмы Нобеля поступило поручение построить в Реште электрическую станцию и жильё. Азизбеков во второй раз отправился в Иран, также провезя большую партию оружия и нелегальной литературы на азербайджанском и персидском языках. Ему даже предложили занять пост городского головы (мэра) Решта, однако он, отклонив некоторые из условий рештцев, вернулся. Серго Орджоникидзе назвал Азизбекова борцом, беззаветно преданным «революционному делу освобождения мусульман».
Помимо общественно-политической деятельности, Азизбеков был тесно связан и с культурно-просветительской работой. Он поддерживал связи с представителями азербайджанской интеллигенции, активно участвовал в деятельности культурно-просветительного общества «Ниджат-маариф» («Спасение в просвещении»). В мае 1908 года его избрали товарищем (заместителем) председателя правления этого общества, а в ноябре он вошёл в его финансовую комиссию. В результате обращений Азизбекова в училищную комиссию при городской управе, а затем к смотрителю II Алексеевского городского училища Габиб-беку Махмудбекову, в этом здании при обществе «Ниджат» были открыты вечерние курсы для рабочих. Они состояли из изучения русского и азербайджанского языков, арифметики. На этих вечерних курсах он проводил большую педагогическую и политическую работу, состоял в управлении школьной комиссии общества; организовал ряд воскресных школ для рабочих-азербайджанцев, где сам преподавал и читал лекции. Большое внимание Азизбеков уделял театральной деятельности общества. Актёр театра и кино, народный артист СССР Мирза Ага Алиев позже вспоминал:

Как только товарищем председателя общества «Ниджат-маариф» стал Азизбеков, работа этого общества особенно улучшилась. Руководители бакинских театральных кружков созываются на совещание, и М. Азизбеков предлагает им создать единый театр при этом обществе. Это прекрасная инициатива обеспечивает создание хорошей театральной труппы в Баку. С этого времени актёры получают зарплату от общества, выезжают в рабочие районы с постановками. Общество «Ниджат-маариф» выделяло деньги и оказывало материальную поддержку нуждающимся актёрам. М. Азизбеков намеревался помочь мне и Араблинскому отправиться на учёбу в Москву. К сожалению, эта его инициатива не была поддержана реакционными элементами общества «Ниджат-маариф».

В свою очередь, другой актёр, М. Мурадов, вспоминал, как в 1910 году на сцене азербайджанского театра была поставлена пьеса Шекспира «Отелло», главную роль в которой сыграл Г. Араблинский. Азизбеков тогда пришёл раньше всех за кулисы и поздравил с успехом всех участников спектакля, сказав: «Старайтесь привлекать азербайджанских женщин на сцену. Наша сцена будет прекрасна и богата, когда в роли Дездемоны выступит азербайджанка».

### Городская дума
В январе 1910 года на собрании азербайджанского населения г. Баку кандидатуру Азизбекова выдвинули в гласные (депутаты) городской думы. Против его избрания выступили представители крупной буржуазии во главе с миллионером Г. З. Тагиевым. Для избрания Азизбекова мусульмане Баку прибегали к митингам, и, по сообщению газеты «Хагигат» от 9 февраля того года, 4 тысячи мусульман уже подписались под требованием его избрать. В адрес Азизбекова прозвучали обвинения в том, что он ведёт среди населения агитацию по голосованию за его кандидатуру. На этом фоне 29 января он опубликовал в газете «Баку» открытое письмо о своей непричастности к предвыборной агитации.
В 1911 году его избрали гласным Бакинской городской думы. Он получил «за» 642, «против» — 432 шара. В то же время с января по ноябрь 1912 года он работал в должности городского электротехника. Во время выборов в IV Государственную думу Российской империи его кандидатуру выдвинули в выборщики по общей курии г. Баку. По итогам состоявшихся 15 октября 1912 года выборов он был избран выборщиком по общей курии, набрав наибольшее количество голосов.
С. М. Эфендиев, касаясь работы Азизбекова в Городской думе, впоследствии писал:
С проведением же его в гласные Бакинской думы он стал центральной фигурой во всех вопросах, касающихся городской бедноты и мелких ремесленников. Не было жалобщика среди обращавшихся к нему лиц, по делу которого Мешади не ходатайствовал бы перед тем или иным „тузом“ или организацией. Эта серая, будничная, по размерам мелкая, но в общей сложности благодарная работа заслужила ему всеобщую любовь и славу популярного народника среди всего беднейшего класса населения… К нему ходили в дом, к нему обращались за помощью и на улице… Азизбеков всех выслушивал, писал им заявления, обходил учреждения, ходатайствуя по делу того или иного бедняка, заступался за них вопреки интересам и воле всесильных богачей.
С думской трибуны Азизбеков выступал против политики царского режима и нефтепромышленников, поднимал вопросы социально-экономического характера; уделял также внимание благоустройству города, просвещению. Его речи вызывали неприятие со стороны некоторых гласных, а против самого Азизбекова буржуазия предпринимала выпады. Она, с одной стороны, хотела убрать его из Думы, но с другой, побаивалась этого, поскольку «…человек он был влиятельный в рабочих массах».
Поскольку Баку испытывал недостаток в питьевой воде, то он настаивал на быстрейшем проведении Шолларского водопровода, состоя также членом водопроводной комиссии. «Как представитель населения», он неоднократно требовал вести борьбу со злоупотреблениями должностных лиц и установления со стороны ревизионной комиссии строгого контроля за расходованием средств, выделенных на строительство водопровода. Протестуя против задержки строительных работ, 13 декабря 1912 года он подал заявление о том, что покидает водопроводную комиссию. Тем не менее в конце 1916 года строительство водопровода всё-таки было окончено, а в январе следующего года он вступил в строй.
Азизбеков настаивал также на сооружении в городе электрического трамвая и резко возражал против передачи данного строительства иностранным концессионерам. Азизбеков возмущался: «Почему думают, что мы неспособны построить трамвай?… Есть люди опытные, специализировавшиеся на этом деле, имеющие крупную практику, и мы можем рассчитывать на них». В мае 1912 года он потребовал отвода участка для строительства школы в одном из районов Баку. 11 сентября того же года им был поднят вопрос о выделении средств для сооружения здания политехникума. По его настоянию городская дума постановила: «выразить пожелание, чтобы в учебных заведениях было обращено внимание на местные, особенно мусульманские языки». В период Первой мировой войны Азизбеков выступил инициатором перевода Петроградского политехникума в Баку, и городская дума приняла это предложение, постановив направить его в Петербург для ведения соответствующих переговоров.
Азизбеков участвовал в переписи населения Баку в 1913 году; являлся членом статистической комиссии городской думы. Это была вторая в истории города перепись населения. Вместе со А. М. Стопани и П. И. Воеводиным, Азизбеков был непосредственно причастен не только к проведению переписи, но и к обработке и изданию её материалов. Осенью 1914 года Азизбеков поступил преподавателем в частную гимназию А. П. Емельянова, причём он отказался от оплаты в пользу учащихся-сирот. Будучи вовлечённым в легальную общественно-политическую деятельность, он продолжал проводить агитационную работу среди рабочих. Например, Азизбеков как-то зашёл на табачную фабрику своего дяди Гаджи Сулеймана Азизбекова и, пройдя по цехам, объявил рабочим, что нужно «требовать от хозяина прибавки и спецодежды». Вспыхнувшая спустя некоторое время забастовка рабочих вынудила дядю удовлетворить их требования.
Во время Первой мировой войны были организованы различные национальные комитеты по оказанию помощи беженцам. В противовес им в 1915 году представителями разных общественных и культурно-просветительных организаций был создан «Комитет помощи беженцам без различия национальностей», в состав которого вошёл Азизбеков, занявший должность заместителя председателя комитета. Накануне падения монархии с Азизбековым познакомился Исрафил Атакишиев (отец музыкантов Рауфа и Таира Атакишиевых), впоследствии член АзЦИК и сотрудник Министерства нефтяной промышленности Азербайджанской ССР, под влиянием которого он примкнул к революционному движению.

### Бакинская губерния во время Русской революции
После Февральской революции большевистские организации, в том числе организация «Гуммет», вышли из подполья. Первоначально организация располагалась в здании Бакинского реального училища, в то время как почти все остальные мусульманские общественно-политические организации были сосредоточены в здании мусульманского благотворительного общества. В результате настойчивых требований М. Азизбекова, обращённых к председателю Мусульманского национального комитета Алимардан-беку Топчибашеву, последний был вынужден отвести для «Гуммет» одну большую комнату на третьем этаже здания.
На конференции «Гуммет», состоявшейся в начале марта 1917 года в Баку, был создан Временный комитет в составе Н. Нариманова, М. Азизбекова, Г. Султанова, Д. Буниатзаде и М. Исрафилбекова. На собрании гумметистов в июне того же года Азизбеков был избран одним из 13 членов постоянного органа «Гуммет». Был делегатом Всекавказского мусульманского съезда, созванного в апреле 1917 года в Баку, на котором он выступил с докладом по рабочему вопросу. В том же месяце его избрали в бюро коллегии пропагандистов и агитаторов Бакинского комитета РСДРП.

#### Мартовские события
2 (15) ноября 1917 года, спустя неделю после падения Временного правительства в Петрограде, в Баку был сформирован Бакинский совет рабочих, крестьянских и солдатских депутатов (Баксовет). Политическое противостояние в Баку между различными партиями и группировками к весне 1918 года достигло своего апогея. 27 (15) марта 1918 года в Баку из Ленкорани прибыл пароход «Эвелина» с мусульманской дивизией на борту. Через несколько дней, когда пароход должен был отплыть обратно, руководители Баксовета воспрепятствовали этому и потребовали от солдат сдать оружие. Ответом на эту акцию стали митинги среди мусульманского населения в различных частях города. 30 марта в зале Баксовета начались переговоры с мусаватистами, которые требовали возвращения им оружия и всего имущества на «Эвелине». По воспоминанию Е. П. Еременко, являвшегося военным комендантом и начальником контрольного пункта на пристани общества «Кавказ и Меркурий», Азизбеков в своём выступлении опроверг доводы мусаватистов, но предложил «передать отобранное оружие азербайджанскому трудовому народу через организацию „Гуммет“».
В 2 часа дня на квартире Н. Нариманова состоялось совещание с участием лидера «Мусават» М. Э. Расулзаде и С. Г. Шаумяна, на котором стороны пришли к решению вернуть конфискованное оружие мусульманам через организацию «Гуммет». Однако вскоре поступило сообщение об обстреле конного отряда Красной Армии на Шемахинской улице, следствием чего стали кровопролитные события, которые развернулись на улицах Баку с 30 марта по 3 апреля (17—21 марта по старому стилю). В ночь с 30 на 31 марта Исполкомом Бакинского Совета рабочих, солдатских и матросских депутатов и Военным революционным комитетом Кавказской армии был образован высший военно-политический орган — Комитет революционной обороны Баку и его районов в составе большевиков и левого эсера. В обращении к населению Комитет пригрозил дать решительный отпор контрреволюционным элементам, в том числе «Мусават». В борьбе с последним большевики воспользовались отрядами армянской партии «Дашнакцутюн» и бакинской организации правых эсеров.
Мусаватисты укрепились в здании Исмаилия, где располагался Главный штаб, и в бакинской крепости. Вокруг этих мест развернулись боевые действия. Е. П. Еременко вспоминал, что он вместе с Малыгиным и И. Я. Габишевым зашли в кабинет Г. Н. Корганова, где тот оживлённо разговаривал с Азизбековым и Идаятом Эминбейли. Согласно этим воспоминаниям, Азизбеков, указывая на И. Эминбейли, сказал: «Этот тот товарищ… которому вы поможете пройти в крепость, и от него будете получать сообщения для Военно-революционного комитета». От И. Эминбейли вскоре поступила весть, что для мусаватистов готовится военная помощь со стороны имама Гоцинского.
Столкновения, изначально носившие характер политической борьбы, в конце приняли национальную окраску. Об этом открыто писала газета «Гуммет». Более того, в бюллетенях Комитета Революционной обороны есть указания на банды мародёров, которые поджигали здания, набрасывались на мирных жителей, убивали людей, ломали лавки, а также производили стрельбу с целью отвлечь внимание.
Нажмутдин Самурский в своей автобиографии писал, что он был схвачен и чуть ли не расстрелян. Благодаря вмешательству Азизбекова он попал в подвал, откуда его спустя несколько дней освободили. В мартовские дни Азизбеков разъезжал по армянскому и азербайджанскому районам, призывая обе стороны не повторять ошибок 1905 года. Однако дашнаки его арестовали, а дом подвергли обстрелу. Только в результате вмешательства С. Шаумяна и А. Джапаридзе он был освобождён и доставлен в исполком. Семья Азизбекова вместе с семьёй Н. Нариманова несколько дней провела на квартире С. Шаумяна, которая находилась в безопасном месте.
По решению Комитета революционной обороны Баку Азизбеков был назначен особым комиссаром по охране мусульманской части города. В Бюллетене Комитета революционной обороны было опубликовано подписанное им воззвание к населению города, гласившее:

Комитет революционной обороны г. Баку и его районов назначил меня комиссаром по охране мусульманской части города. На основании этого, обращаюсь к населению без различия национальностей моего района с просьбой не выезжать из города, не переселяться из одной части в другую. Неподчиняющиеся будут немедленно водворены назад в прежние квартиры. Мною будут расставлены везде красногвардейцы и будет обеспечено полное спокойствие и гарантия в сохранении жизни, имущества и чести населения без различия национальностей. За всеми справками по охране города могут обращаться ко мне ежедневно от 11 до 1 часу дня.

По мнению Э. Исмаилова, этим обращением Азизбеков «дал понять азербайджанцам, что отныне является гарантом их безопасности, и что отныне им не стоит опасаться репрессий». В обращении к населению он от имени Совета мусульманских социалистических партий объявил, что все пострадавшие в результате мартовских событий могут обратиться и сообщить все сведения в Информационное бюро при Совете, располагавшемся в Реальном училище. Также Азизбеков дал указание комиссарам милицейских участков района «принять самые строгие меры против мародёров, насильников, воров». Вслед за этим было создано Бюро мусульманских социалистов, состоящее из представителей «Гуммет» и левоэсеровской организации «Экинчи» («Пахарь»); Э. Исмаилов предположил, что это произошло «видимо, не без участия Азизбекова».
Чтобы выяснить настроения крестьян, Азизбеков проехал по близлежащим азербайджанским селениям, побывав в Джорате, Геокмалы, Хырдалане и Кобу. Крестьяне этих селений вынесли решение о признании Советской власти, попросив защитить «от провокаторов и разбойников, которые под личиной большевиков грабят нас и убивают наших детей и жён».
Почти одновременно с событиями в Баку произошли погромы в Шемахинском уезде. После получения известия о происходящем в Шемахе туда срочно выехала комиссия в составе П. А. Джапаридзе, М. Н. Исрафилбекова (Кадирли), П. И. Бочарова и С. Ф. Квитченко. Один из её участников в своих воспоминаниях не упоминал имени Мешади Азизбекова, но С. Рустамова-Тогиди предполагает, что тот мог находиться в числе этой делегации. Имеются свидетельства того, что Азизбеков оказался очевидцем произошедшей здесь трагедии, для которого она стала тяжёлым ударом. Так, С. М. Эфендиев передаёт, что Азизбеков, будучи в Шемахинском уезде, «воспринял с большой болью и сердцем» разрушение Шемахи. Эфендиев писал, что «виденные им растерзанные тела и сожжённые дома произвели на него подавляющее впечатление и сильно потрясли его». Н. Нариманов в одном из своих докладов отметил, что Азизбеков, вернувшись из Шемахи, «со слезами на глазах рассказал о трагедии, очевидцем коей он был». Н. Нариманов после его приезда понял, что «Советская власть в Баку находится в руках дашнаков как бы в плену». С. Рустамова-Тогиди подчёркивает, что Азизбеков не являлся очевидцем событий, а увидел уже последствия погромов, которые его повергли в ужас. При этом она также допускает, что он узнавал подробности и от шемахинских беженцев, с которыми контактировал. По докладу Азизбекова о шемахинских событиях 22 апреля исполком Бакинского совета рабочих, солдатских и матросских депутатов принял резолюцию. В ней исполком постановил предоставить при необходимости продовольствие, оказать медицинскую помощь, выбрать комиссию для исследования разрушения города, которая бы наметила план по его восстановлению. Также было решено избрать комиссию, которая бы работала при Азизбекове для выяснения степени нужд беженцев и нужных мер к улучшению их положения; исполком также предложил Чрезвычайной следственной комиссии расследовать произошедшее и установить виновных.
После распада СССР в Азербайджане часть общественности стала отождествлять поведение коммунистов-азербайджанцев с действиями армянских экстремистов и проводимой С. Шаумяном и его ближайшим окружением политикой. Так, журналист и историк Р. Рустамов, противопоставляя Н. Нариманова и М. Азизбекова, считает последнего активным участником уничтожения азербайджанского населения и приводит в пример подавление им выступления азербайджанского населения Билясуварского участка Сальянского уезда. По замечанию же историка Э. Исмаилова, изложенное Р. Рустамовым не только не подкреплено доказательствами, но и полно противоречий и конъюнктурного рвения. Между тем с аналогичным обвинением выступил директор Института истории НАНА, депутат парламента Я. Махмудов, назвав Азизбекова руководителем штрафных отрядов в Сальянском и Билясуварском регионах и организатором массовых убийств. Э. Исмаилов считает, что не стоит делать подобные заявления, а также отмечает, что нет оснований для дискредитации Мешади Азизбекова.

#### Губернский комиссар
Член Закавказского сейма от фракции грузинских меньшевиков Рамишвили, выступая 2 апреля на его заседании, расценивал мартовские бои в Баку как «начало большевистского наступления на Тифлис и завоевания власти по всему Закавказью». М. Э. Расулзаде и А. Сафикюрдский призвали Сейм оказать помощь в борьбе с Советской властью в Баку. Вскоре объединённый мусаватистско-меньшевистский отряд под командованием генерал-майора князя Магалова двинулся на Баку. Одновременно в составе Дагестанского конного полка под командованием полковника М. Джафарова из Дагестана на Баку выступил имам Н. Гоцинский. К последнему в письменной форме с просьбой о помощи обратились азербайджанские промышленники Г. Тагиев, Асадуллаев и др. Перечисляя различные дела, в которых участвовал Азизбеков, С. М. Эфендиев говорит, что тот пошёл навстречу двигавшимся с Дагестана отрядам, «чтобы предотвратить своей агитационной работой несознательных дагестанских горцев и не допустить их выступить против своих „мусульманских собратьев“». Н. Гоцинский, вместе с присоединившимися к нему отрядами кубинского помещика А. Зизикского, остановились в районе Хырдалана на расстоянии 10 км от Баку; оперировавший в Шемахинском районе трёхтысячный отряд во главе с крупным помещиком И. Зиятхановым взял под контроль уездный город. Баку, таким образом, оказался в кольце окружения.
9 апреля с должности губернского комиссара Закавказского правительства был отстранён И. Гейдаров, а на его место Комитет революционной обороны назначил Азизбекова. Последующие дни сопровождались боями красногвардейцев с дагестанцами к северу от города и с меньшевистско-мусаватистским отрядом на аджикабульском направлении, завершившимися разгромом и отступлением сил противника. Вслед за этим, по предложению Исполкома Бакинского совета, 20 апреля Комитет революционной обороны распустил Бакинскую городскую думу, а её полномочия перешли к Бакинскому совету. Спустя несколько дней, 25 апреля, на заседании Бакинского совета был образован Бакинский Совет народных комиссаров (Баксовнарком), состоящий из большевиков и левых эсеров. В его задачу входила реализация директив и указаний Советского правительства России и постановлений Бакинского совета рабочих, солдатских и матросских депутатов.
2 мая был образован Бакинский уездный исполнительный комитет Совета крестьянских депутатов, в котором Азизбеков занял должность председателя. При уездном исполкоме были образованы комиссии по организации милиции, организационная, земельная и медико-санитарная. Спустя неделю, 9 мая, Мешади Азизбекова вместе с Ф. И. Чикало назначили заместителем комиссара внутренних дел (то есть П. Джапаридзе).
Ему, в силу его полномочий, приходилось чаще всех выезжать в сёла и уезды Бакинской губернии. Положение Советской власти в Бакинском районе было нестабильным. 28 мая в Тифлисе члены Национального совета Азербайджана, состоявшего по большей части из мусаватистов, объявили независимость Азербайджана. В борьбе против Советской власти в Баку они заручились поддержкой турецкой армии. В самом Баку и вокруг него находилось немало противников Советской власти, в том числе дашнаки, меньшевики и правые эсеры. Как отмечал С. М. Эфендиев, на Азизбекова легла серьёзная задача по «организации борьбы со всеми этими врагами в районе Баку и бакинского уезда». Необходимо было противостоять противнику (в данном случае Мусавату), показать, что «настоящим врагом крестьянина являются вовсе не большевики, а мусаватисты, дашнаки, меньшевики и эсеры». При этом необходимо было завоевать симпатии крестьянства и в то же время поддерживать революционный порядок в Баку и осуществлять партийные функции руководителя «Гуммет».
Азизбеков появлялся на городских митингах, промысловых собраниях и крестьянских сходах. Из рассказа С. М. Эфендиева вытекает, что его речи не могли не вызвать гневную реакцию со стороны противников. В качестве таковой он приводит эпизод, когда на одном из пленумов Бакинского Совета Азизбеков подвергся нападкам со стороны меньшевистско-эсеровского блока в лице её лидера П. Г. Садовского, заявлявшего в те дни: «Кто такой Азизбеков, подписывающий сомнительные приказы о разоружении?»
Для организации и сплочения крестьянских масс при Бакинском Совете была организована Иногородняя комиссия, которую возглавили М. Азизбеков, М. Исрафилбеков (Кадирли), Б. Сардаров и М. Мамедъяров. По мнению Э. Исмаилова, Мешади Азизбеков понимал необходимость «оградить мусульманское население от агрессии армянских банд», а для этого ему следовало перехватить инициативу у С. Шаумяна в деле о признании мусульманами Советской власти. В связи с этим, по мнению автора, он и предпринял экспедиционную поездку по апшеронским селениям. В течение апреля, за короткое время Азизбеков побывал практически во всех сёлах Апшерона. Везде крестьяне выносили решения о признании Советской власти и об организации Советов. Об организационно-пропагандистской работе М. Азизбекова газета «Бакинский рабочий» сообщала:

«Назначенный на днях губернским комиссаром наш товарищ Мешади Азизбеков со свойственной ему энергией принялся за организацию крестьян в мусульманских деревнях. В течение нескольких дней он объездил уже целый ряд селений, в которых он выступил от имени Советской власти, призывал порабощённые мусульманские массы к борьбе со своими классовыми противниками, к дружной работе с российской демократией. Кипучая деятельность т. Азизбекова дала уже большие результаты. В Исполнительный комитет поступают один за другим приговоры сельских обществ, признающих власть Советов».

Помимо сёл Бакинского уезда, Азизбеков объезжал также селения Шемахинского уезда, который сильно пострадал в ходе погромов. Ходили разговоры, что он разъезжал по селениям с вооружённой силой, которая пугала сельчан, отчего они выносили резолюции о признании Советской власти. В своём докладе, посвящённом работе в Баку и поездке в Шемахинский уезд, М. Азизбеков опроверг эти разговоры, добавив: «Я ездил один или вдвоём, и то брал армянина, ибо я боялся скорее своих солдат, чем мусульман. Поэтому я брал с собой не мусульманина». Сохранились воспоминания его технического секретаря А. Р. Ахундова, служившего у него с февраля 1918 года, о поездке по Шемахинскому уезду:

Вместе мы ездили в тот год в Шемахинский, Хизинский районы по созданию Советов. В сел. Халандж Хизинского района духовенство пыталось сорвать собрание крестьян, подорвать их веру в Советы, к личности посланца Бакинского Совнаркома.
Когда в мае 1918 г. мы с М. Азизбековым и группой красногвардейцев приехали в то село, крестьяне заявили о своём недоверии к М. Азизбекову. Шнырявшие в толпе провокаторы, пытаясь спровоцировать столкновения, выкрикивали в адрес Мешади обвинения, называли его предателем исламской веры. Азизбеков с присущим ему спокойствием начал свою речь так тихо, что даже противники вынуждены были замолчать, чтобы услышать его. Мешади Азизбеков начал с вопроса, являются ли крестьяне хозяевами земли, предлагал ли кто-нибудь им взять её в собственность. Вопрос вызвал растерянность, и крестьяне стали кричать на тех, кто пытался помешать Азизбекову говорить.
А говорил он убедительно, рассказывал о том, что в России крестьяне уже получили землю. Из толпы спросили: «А кто дал им землю?» Мешади ответил: «Ленин, революция, Совет Народных Комиссаров, а вы создайте ваш крестьянский Совет, изберите своего представителя — пусть приезжает в Баку, там скоро соберутся делегаты от крестьян и решат, как отобрать у богатых земли и передать вам — крестьянам».
Долго говорил Мешади. Собрание приняло резолюцию о признании Советов. А потом, из дома, где остановился Мешади, почти до утра не уходили крестьяне, засыпали его вопросами.
Уже три дня мы были в пути, одежда Мешади от пыли стала серой, лицо устало, глаза запали, но он терпеливо всех выслушивал и отвечал. Мешади развеселился и от души хохотал, а это он всегда любил и смеялся громко, запрокинув голову, когда один из крестьян сказал: «Говорят, что если земли будут общими, жёны тоже. Это правда?» Мешади ему ответил: «Для нас, большевиков, земля священна. Родина священна, революция священна, любовь священна, значит и семья священна. Не верьте провокаторам».

Позднее в своих воспоминаниях Н. Н. Колесникова также обратила внимание на характер проводимой им работы:
...выдвинутый партией на пост Губернского комиссара, тов. Азизбеков, на обязанности которого в первую очередь лежало руководство установлением Советской власти в уездах Азербайджана, организация крестьянских масс вокруг Советов, с неистощимой энергией отдался этой работе. Мы редко видели его на заседаниях Совнаркома, он всё время был в разъездах по уездам. В своих горячих речах на крестьянских собраниях он разъяснял сущность Советской власти, говорил о том, что даёт эта власть крестьянам, призывал выбирать свои Советы и всячески поддерживать их. В результате этой работы тов. Азизбекова Совнарком получал много постановлений крестьянских собраний, в которых они приветствовали Советскую власть и обещали защищать её всеми силами.
Помимо политико-организаторской деятельности Азизбеков занимался другими вопросами. Так, при помощи М. Азизбекова, Н. Нариманова и С. М. Эфендиева в Баку образовался «Союз мусульманских артистов» во главе с М. А. Шарифзаде. Среди архивных документов есть отношение Азизбекова в народный комиссариат просвещения, к которому препровождён приговор Совета крестьянских депутатов Тюркана. В этом документе он от имени Бакинского уездного исполкома просит удовлетворить ходатайство Совета об открытии в Тюрканах школы на 40 учеников.
31 июля 1918 года Бакинский совнарком заявил о сложении своих полномочий. Власть в Баку с 1 августа 1918 года перешла в руки нового правительства — Временной диктатуры Центрокаспия и Президиума Временного исполнительного Совета рабочих и солдатских депутатов (Диктатура Центрокаспия), сформированного блоком правых социалистов (меньшевиками и дашнаками). По приглашению Диктатуры Центрокаспия в Баку началась переброска британских войск. Находясь в Баку, английские войска стали занимать ряд зданий, в том числе помещения организации «Гуммет» (позднее здание Верховного Совета) и бывшего реального училища. По воспоминанию С. И. Абасова, в будущем сотрудника советских и хозяйственных органов, он сообщил об этом Азизбекову, поскольку встал вопрос об уничтожении партийного архива. Последний поручил ему уничтожить сохранившуюся часть архива, что тот и сделал. Кроме того, Азизбеков вручил С. И. Абасову круглую печать «Гуммета» для последующей передачи Бехбуду Шахтахтинскому.
На пятый день после сдачи власти Бакинским СНК прошло небольшое собрание у Алёши Джапаридзе, который высказался по поводу дальнейшего пребывания в городе. По воспоминаниям Г. Мусабекова: «Тут покойный Мешади Азизбеков со слезами на глазах стал возмущаться: — Я верный солдат революции. Я должен здесь остаться. Он был в отряде Петрова, там и остался». М. Азизбекову даже предлагали покинуть Баку ввиду грозящей ему опасности, на что он заявил: «Мне рабочие вручили власть, и я не могу её покинуть до последней минуты».

#### Во время обороны Баку
Возникшее на территории Азербайджана двоевластие (в Гяндже, куда из Тифлиса переехало азербайджанское правительство, и в Баку) обернулось вооружённым противостоянием между ними. К началу августа турецко-азербайджанские войска вплотную подошли к Баку. Солдаты воинских частей Диктатуры Центрокаспия не смогли выдержать натиск наступавших и, покинув свои позиции, в панике разбежались. Лишь в результате вмешательства коммунистов и руководителей Бакинского Совнаркома удалось спасти положение. В тот момент по предложению Азизбекова практически все ответственные советские и партийные работники с оружием в руках вышли на позиции в Чемберекенде и других районах города. Наряду с другими партийными функционерами на фронт пошёл и сам М. Азизбеков.
Во время сражений за город Азизбеков сбрил бороду и усы, с винтовкой в руках и в военной шинели он находился среди дежуривших на Петровской площади, откуда советская артиллерия отвечала на бомбардировку турок. Несмотря на некоторый успех, обстановка как в городе, так и на фронте оставалась тяжёлой. 12 августа на Петровской площади состоялась общебакинская партийная конференция коммунистов, на которой обсуждался вопрос о дальнейших действиях. Мешади Азизбеков был одним из тех немногих, кто выступил за то, чтобы остаться в Баку, проводить агитацию среди рабочих, отвоевать власть у меньшевиков, правых эсеров и дашнаков и самим организовать оборону города. Однако подавляющее большинство участников конференции приняло решение об эвакуации в Астрахань.
В ночь с 13 на 14 августа семнадцать пароходов, на которые были погружены советские вооружённые отряды, а также партийные и советские работники, вышли в море. По воспоминанию М. М. Дадашева, прощальными словами Азизбекова стали: «Товарищи, будьте бдительны, не падайте духом…». Около острова Жилой пароходы догнали военные суда «Астрабад» и «Ардаган», предъявившие ультиматум вернуться в Бакинский военный порт, на что последовал отказ. Утром «Астрабад» открыл орудийный огонь по пароходам, главным образом по судну «Иван Колесников», на борту которого находились члены Совнаркома и семьи. Суда вынуждены были вернуться в Баку, где начались разоружение, обыски и аресты. В числе 35 руководящих партийных работников был арестован и Азизбеков. Их поместили в Баиловскую тюрьму. На момент штурма города турецко-азербайджанскими войсками эта тюрьма охранялась дашнаками, о чём были проинформированы Ленин и Я. Свердлов.
Диктатура Центрокаспия не решилась разогнать Совет, а наоборот, организовала перевыборы в Бакинский Совет III созыва. По результатам выборов девять арестантов, в том числе Азизбеков от города Баку, 28 августа были избраны в Бакинский совет по списку от партии большевиков. После того как Баку был занят противником, турки два раза произвели обыск у него дома, «забрав или уничтожив», согласно С. М. Эфендиеву, почти все его документы.

### Последние дни. Гибель
Последние дни жизни Азизбекова связаны с гибелью 26 бакинских комиссаров, потому установить их в деталях отдельно довольно сложно. В ночь с 14 на 15 сентября, во время штурма города, остававшемуся на свободе А. И. Микояну удалось добиться от «Центрокаспия» освобождения находившихся в Баиловской тюрьме 35 арестованных. В сопровождении конвоя солдат все арестанты двинулись из Баилова на пристань. После того как они попали под обстрел, конвой разбежался. Оказавшись на свободе, бывшие узники продолжили свой путь на пристань. Пароход «Севан», который должен был их вывезти в Астрахань, они в порту не обнаружили и пошли в город. В городе им повстречался Татевос Амиров, брат редактора газеты «Бакинский рабочий» Арсена Амирова (он также находился среди освобождённых), который отступал со своим отрядом из Баку. Он предложил им погрузиться на пароход «Туркмен», на что они согласились. На пароходе находилось много беженцев. Помимо комиссаров, на судно также погрузились несколько бойцов из отряда Т. Амирова, дашнакские офицеры со своими солдатами и два британца — майор Суттор и унтер-офицер Буммер. Вначале судно взяло курс на контролируемую большевиками Астрахань, но затем направилось в Красноводск, находившийся в то время под властью эсеро-меньшевистского Закаспийского временного правительства.
К вечеру 16 сентября пароход подошёл к рейду Красноводска, но был остановлен портовым баркасом «Бугас» с вооружёнными людьми. Британцы и один дашнак с георгиевскими крестами попросились сойти на берег, что они и сделали. Утром следующего дня баркас препроводил пароход к нефтеналивной пристани Урфа, расположенной в нескольких километрах от Красноводска. На берегу уже находились англичане, милиция и сошедшие накануне английские и дашнакский офицеры. Британский генерал У. Маллесон, руководивший в то время британской военной миссией в Индии, Афганистане и Закаспийской области, по прошествии пятнадцати лет после этих событий, напишет в 1933 году в журнале «Fortnightly Review» следующее:
Рано утром беспроволочный телеграф Красноводска известил нас об их прибытии. Это была новость первостепенной важности. Группа крупнейших агитаторов России внезапно очутилась на нашем берегу, и было очень возможно, что страна с непостоянным, колеблющимся населением снова очутится на стороне большевиков. Что случилось бы тогда с нашим планом? Какова была бы судьба наших войск?... Правда, комиссары были безоружны в том смысле, что огнестрельное оружие у них было отобрано, но они обладали более страшным оружием — силой агитаторского таланта, благодаря которому массы переходили на их сторону и возникали новые большевистские восстания... Ясно, чего бы это ни стоило, надо было воспрепятствовать прибытию этих лиц в Ашхабад, ибо это помешало бы нам во всех отношениях и, несомненно, ускорило бы развязку. Британская миссия не хотела, чтобы комиссары пришли и остались в Закаспии.
Причалив, «Туркмен» начал разгрузку пассажиров. По сведениям С. М. Эфендиева, Мешади Азизбеков подозвал к себе командира парохода, вручил ему свой паспорт и попросил его передать матери со словами: «Пусть меня не ждут. Я больше не вернусь…».
Степан Шаумян предложил всем смешаться с беженцами, попытаться пройти через контрольные пункты, пробраться в город и скрыться там, а затем добраться до Астрахани или Ташкента. В своих мемуарах А. Микоян писал, что ему самому удалось проскочить два контрольных пункта, но при подходе к третьему его остановил один из служащих порта. Затем этот человек препроводил его к пристани, где стоял небольшой пароходик «Вятка». На пароходике он увидел М. Азизбекова, С. Шаумяна, супругов Джапаридзе и Фиолетова с женой. По воспоминаниям А. Микояна:

Я увидел, как Азизбеков спустился в нижнее помещение парохода с чайником в руках. Вскоре он поднялся на палубу и, держа чайник и стаканы, довольно бодро сказал:

— Друзья, я приготовил вам хороший чай. Давайте пить.

По всему его поведению было видно, что он хотел подбодрить товарищей, создать у них хорошее настроение.

Как позже писал Микоян, «среди беженцев были провокаторы (в первую очередь человек с георгиевским крестом), которые знали в лицо многих наших товарищей, и полиция задерживала и препровождала их на „Вятку“». Старший сын С. Шаумяна — Сурен Шаумян — на суде по делу главы Закаспийского временного правительства Ф. Фунтикова показал, что свою роль здесь сыграл адъютант Т. Амирова — Рубен Гегамян, который указал начальнику красноводской милиции Ф. К. Алания на комиссаров.
Серия арестов проходила в течение почти трёх часов. Всего было арестовано тридцать семь человек. Некоторых, в том числе М. Азизбекова, особенно тщательно обыскивали. При обыске у Г. Корганова был отобран список с именами двадцати пяти лиц, находившихся с ним в бакинской тюрьме. Являясь старостой, Корганов по этому списку распределял продукты среди заключённых. Среди имён значилось также имя Мешади Азизбекова. Красноводские власти приняли список Г. Корганова за список руководителей Бакинской коммуны.
Было принято решение отправить всех арестованных в Красноводск. Их разделили на две группы: 16 человек были помещены в арестный дом, остальные 21 — в Красноводскую тюрьму. Азизбеков содержался в Красноводской тюрьме. Начальник тюрьмы Истомин в докладной записке от 20 апреля 1920 года указал, что двадцать один человек был им заключён в тюрьму согласно постановлению № 1507 Красноводского стачечного комитета от 17 сентября 1918 года за подписями заместителя председателя Стачкома Кондакова и секретаря Белана, и они «как государственные преступники содержались в камере № 3 под усиленным караулом, присланным… стачкомом. Лица эти приняты и записаны под номерами 53 — 73». С. Шаумян, П. Джапаридзе, А. Микоян, братья Амировы, И. Фиолетов и другие находились в арестном доме. Совсем иная версия вытекает из воспоминаний А. Микояна, согласно которым Мешади Азизбеков также находился в арестном доме. В них А. Микоян, в частности, писал, что в камере Мешади Азизбеков якобы внешне вёл себя непринуждённо, улыбался и даже шутил. Расположившись на нарах, он вместе с Джапаридзе, Фиолетовым и Амировым играл в преферанс.
Ночью 20 сентября восемнадцать арестованных, чьи имена фигурировали в списке Г. Корганова, в том числе М. Азизбекова, вывели из камеры № 3 и отправили к арестному дому. В самом арестном доме были отобраны восемь человек (семь из списка Корганова и Т. Амиров). Таким образом, всего из камер было выведено двадцать шесть человек, впоследствии вошедшие в историю как «26 бакинских комиссаров». Комиссары под усиленной охраной двинулись в сторонку Красноводского вокзала. Эта охрана состояла из русских и туркмен, причём, как установил расследовавший эти события эсер В. Чайкин, часть русской охраны по совету представителя английской миссии в Асхабаде Р. Ф. Тиг-Джонса была переодета в туркменскую национальную военную форму. Здесь их посадили в почтовый вагон экстренного поезда, который отправился в путь с потушенными сигнальными огнями, без кондукторской бригады. Поезд в течение 6—7 часов двигался в сторону Асхабада и около 6 часов утра 20 сентября остановился на перегоне между станциями «Ахча-Куйма» и «Перевал», почти на 207 версте, между телеграфными столбами № 117 и № 118 (ныне — территория Берекетского этрапа Балканского велаята, Туркменистан). В этом месте Мешади Азизбеков был жестоко казнён вместе с ещё двадцатью пятью людьми.

## После гибели. Захоронение
Расследование казни и захоронение останков Азизбекова происходили наряду со всеми погибшими, потому они неотделимы от истории «26 бакинских комиссаров». Гибель «комиссаров» стала темой трёх судебных процессов, а останки хоронили четыре раза.

### Судебные процессы
В апреле 1921 года выездная сессия Военно-революционного трибунала Туркестанского фронта под председательством И. Р. Фонштейна и членов трибунала Кравченко и Борисова провела в Красноводске судебный процесс над виновниками гибели «26 бакинских комиссаров». На скамье подсудимых оказалось 42 человека, из которых 41 был приговорён к смертной казни, ещё двое рабочих получили тюремный срок.
Отвечая на вопрос В. А. Чайкина о характере расправы над комиссарами, председатель трибунала И. Фонштейн заявил, что на процессе был установлен факт не расстрела, а обезглавливания. По свидетельству врача-эксперта, проводивший расследования на месте казни, все головы были отделены от туловища. У общей могилы были обнаружены всего лишь 7 пустых гильз от браунинга. Самым важным показанием считались переданные трибуналу записки, в которых передавался случайно услышанный рассказ туркмена, начальника туркменской стражи, о том, что он отрубил головы 26 людям. Этого туркмена привели в зал суда, однако он отрицал свою вину.
Второй судебный процесс, по делу председателя Закаспийского временного правительства Ф. А. Фунтикова, прошёл в 1926 году в Баку. Дело слушалось выездной сессией Верховного Суда СССР по военной коллегии, где председателем коллегии был Камерон, а членами суда М. Б. Касумов и Анашкин.
На третьем судебном процессе рассматривалось дело одного из сподвижников Ф. А. Фунтикова, машиниста Среднеазиатской железной дороги З. Е. Щеголютина. Оно слушалось в 1927 году в уголовно-судебной коллегии Верховного Суда Азербайджанской ССР под председательством Худадатова, при членах суда Вацеке и Крылове, а также прокуроре Гашимове.

### Судьба останков
Обнаруживший останки Н. И. Кузнецов говорил, что «головы частью были отделены от туловища, частью находились в ногах, сбоку и т. д.», причём часть черепов были размозжены, в связи с чем он сделал вывод, что убийство было совершено различными средствами. Однако в последующих советских работах говорилось о том, что комиссаров расстреляли. При эксгумации тел в 2009 году было объявлено, что комиссары были убиты двумя видами огнестрельного оружия с попаданием в области головы и грудной клетки.
В. Чайкин, проезжавший через местность, где было совершено убийство, которое он расценил как одно из «величайших современных преступлений», отметил большое знание организаторами убийства обстановки и характера местности. Он негодовал из-за того, в каком состоянии траурная комиссия из Баку обнаружила захоронение. По признанию председателя Кизил-Арватского стачечного комитета И. Седых, трупы зарывали мелко, на три четверти, а поскольку в той местности водятся шакалы, то он с сомнением относился к тому, что останки могли бы там уцелеть. Тем не менее место захоронения с останками погибших было обнаружено в 1919 году, и тогда же их похоронили на центральной площади Ашхабада.
На открытии в 1920 году первого заседания Бакинского совета председатель её исполкома А. Караев выступил с предложением перевезти останки «26 бакинских комиссаров» в Баку, что было поддержано всеми присутствующими. В начале сентября того же года пароходом они были доставлены в столицу Азербайджана, где их всех предали земле на площади Свободы (ныне сад Сахиль). Впоследствии здесь построили мемориальный комплекс.
12 января 2009 года комплекс был демонтирован, а обнаруженные там останки 23 человек спустя 14 дней были перезахоронены на Говсанском кладбище на окраине Баку в присутствии мусульманских, христианских и иудейских общин. Члены семьи Азизбекова хотели перезахоронить его останки на родовом кладбище в Шувеляне, рядом с матерью Мешади, однако во время перезахоронения семья не была извещена. На месте перезахоронения было установлено 23 кубика из известняка. Какая из могил принадлежит Азизбекову неизвестно, поскольку имён на могилах нет.
- Мемориальный комплекс «26 бакинских комиссаров» в Баку. 
В этом месте с 1920 по 2009 год покоился Мешади Азизбеков
- Место захоронения 23 Бакинских комиссаров в Говсанах. 9 мая 2017 года

## Частная жизнь

### Мешади Азизбеков как личность
Вторым именем Азизбекова было Азизбек. Во многих его заявлениях и судебных документах значится: «Мешадибек (он же Абдул Азиз-бек)». По вероисповеданию он был мусульманином. Согласно воспоминаниям В. А. Радус-Зенковича, поселившегося в 1906 году у него в азербайджанской части Баку, в личной жизни М. Азизбекова ещё сочетались традиционность и современность: «Меня поражало, как могли уживаться в Азизе пережитки прадедовской старины (старозаветная семья, жена, жившая взаперти на женской половине, и проч.), с передовыми воззрениями революционной социал-демократии и соответствующей деятельностью». Ближайшим другом Мешади Азизбекова был Зейнал Зейналов, являвшийся депутатом II Государственной думы Российской империи от Бакинской губернии.
Немало сведений о личностных качествах Азизбекова оставили его единомышленники и просто знакомые. Ш. А. Рустамбеков, знавший его лишь по студенческим годам, вспоминал, что Азизбеков был весёлым и разговорчивым. Его шутки и остроты не доходили до грубости и не задевали чьё-либо самолюбие. Особо весело они (азербайджанские студенты) проводили празднования Новруза. Во время таких мероприятий они устраивали складчину, в какой-либо квартире с разрешения хозяйки готовили плов, а также другие азербайджанские блюда. По выражению однокашника, они «веселились в полную душу». При этом инициатором всех этих праздников был Мешади Азизбеков. По рассказу К. Н. Казаряна, занимавшего позднее партийные посты в Армянской ССР, М. Азизбеков хорошо владел русским языком. Он не был криклив, не любил внешние, чисто показные эффекты. В выступлениях на собрании или митинге Азизбеков не пользовался жестикуляцией или иными внешними приёмами, чтобы произвести впечатление на слушателей; говорил он на редкость убедительно. Я. В. Лаврентьев, впоследствии сотрудник Министерства нефтяной промышленности СССР, отмечал в Азизбекове вежливость и скромность; для вышеупомянутого К. Н. Казаряна он запомнился не только скромным, но и предельно честным. А. Микоян характеризовал его не только как умного, эрудированного, кристально чистого, идейно-убеждённого большевика-ленинца, но и указывал на то, что по характеру он был горячим и вспыльчивым.

### Семья и родственники
У Азизбекова было два сына — Азизага и Аслан — и две дочери — Сафура и Бегимханум. О последней встрече с отцом Аслан Азизбеков вспоминал: «18 мая в городе стало неспокойно. Нашу семью отправили в Шувеляны к родственникам. Отец много и напряжённо работал, и мы его не видели. Через месяц он неожиданно приехал, но ненадолго — на два часа. Эти два часа он посвятил нам, детям. Несмотря на уговоры родных, близких — не уезжать, особенно своей матери (ведь Мешади был единственным сыном), отец сказал: „Моё место там, где мои товарищи“. Он успокаивал родных, говоря, что с ним ничего не случится, просил беречь и воспитывать детей. Это была последняя встреча. Больше я своего отца не видел».
Старший сын Азизага Азизбеков (1903—1966) сделал военную карьеру и получил звание генерал-майора интендантской службы. В годы Великой Отечественной войны он являлся заместителем начальника тыла Красной Армии. При Багирове работал заместителем председателя Совета Министров Азербайджанской ССР. Однако вследствие злоупотребления своими должностными полномочиями Азизага Азизбеков в 1948 году был снят с работы и исключён из ВКП(б).
Внучка — Пюстаханым Азизбекова (1929—1998) — являлась доктором исторических наук, профессором, академиком АН Азербайджанской ССР. На протяжении многих лет работала директором Музея истории Азербайджана.
У Мешади Азизбекова была сестра, которая умерла вместе с двумя детьми в 1904 году от холеры. Что касается дальних родственников, то внучка двоюродного брата М. Азизбекова — Наиля Азизбекова, директор конного клуба «Джанаи». Её сын Джанибек погиб в 1994 году во время Карабахской войны на Муровдаге вместе со всем батальоном.

## Память
- В 1932 году в Ереване на площади имени Азизбекова был установлен памятник Азизбекову работы С. Степаняна[181]. Памятник был демонтирован в 1988 году в разгар Карабахского движения. В 1989 году площадь была переименована в честь Андрея Сахарова, а в 2001 году последнему здесь был установлен памятник[182].
- В квартире дома, в котором родился и жил М. Азизбеков, в 1946 году был создан музей, посвящённый его жизни. На самом здании установлена мемориальная доска[183]. В музее было более 500 экспонатов[184]. В 1992 году музей был закрыт, а экспонаты были переданы в Музей независимости Азербайджана[1] (функционирует в здании Музейного центра в Баку).
- В Музее истории Азербайджана хранятся бинокль[185], барометр и мерка для пороха, принадлежавшие Мешади Азизбекову.
- В 1975 году, к 100-летию Азизбекова, вышел короткометражный документальный фильм «Бакинский комиссар Мешади Азизбеков[азерб.]».
- В 1976 году в Октябрьском районе Баку был воздвигнут памятник М. Азизбекову, сделанный известным азербайджанским скульптором Токаем Мамедовым (совместно с архитектором Г. Мухтаровым), за который он в 1978 году получил Государственную премию СССР[186]. В апреле 2009 года памятник был демонтирован[187].
- К столетию со дня рождения революционера в 1976 году в СССР был выпущен конверт с портретом М. Азизбекова на фоне развёрнутого красного знамени[188].
- В 1978 году в здании Петербургского технологического университета была установлена мемориальная доска (арх. Т. Н. Милорадович) технологам-революционерам и государственным деятелям. В числе пятнадцати имён значится имя Мешади Азизбекова[189].
- В Мардакянах (Баку) стоит бюст Азизбекова (скульптор Дж. Карягды)[190].
- В Степанакерте был создан Парк культуры и отдыха им. М. Азизбекова[191].

В октябре 2015 года Азизбеков попал в опубликованный Украинским институтом национальной памяти Список лиц, подпадающих под закон о декоммунизации. В рамках этого в Кривом Роге улица Азизбекова была переименована в улицу Панаса Феденко, в честь функционера Украинской социал-демократической рабочей партии, историка и члена Центральной рады УНР.

### Объекты, названные в честь М. Азизбекова
Имя революционера носили:
- проспект Азизбекова в Баку в 1991 году разделён на две части с переименованием: проспект Парламента и проспект Гусейна Джавида[источник не указан 119 дней]
- Улица в Тбилиси — Подъём Азизбекова (ныне возвращено историческое название — лестница Бетлеми)[194]
- Улица в Кривом Роге (переименована в ул. Панаса Феденко[193]) на Украине.
- Азербайджанский драматический театр
- Азербайджанский институт нефти и химии
- Родильный дом № 1 в Баку[195]
- Посёлок городского типа в Армении[196] (ныне город Вайк), центр одноимённого района.
- Село в Шахбузском районе Азербайджана (переименовано в Дайлаглы)[197]
- Улица (ныне — Ислама Сафарли) и район в Баку (переименован в 2010 году в Хазарский район)[198]
- Станция метрополитена в Баку (в 2011 году переименована в «Кёроглу»).
- Морской тральщик проекта 254К (1968—1987) в составе Каспийской военной флотилии ВМФ СССР.

### Образ М. Азизбекова в произведениях искусства

#### Изобразительное искусство
- В 1947 году художник Бёюк Мирзазаде написал две картины: «Выступление М. Азизбекова на похоронах студентки Ветровой в 1897 году» и «Арест Азизбекова»[199].
- В числе работ портретиста-живописца Таги Тагиева есть «Портрет Мешади Азизбекова», выполненный в 1949 году[200].
- В 1955 году живописец Афис (Хафиз) Зейналов создал картину «М. А. Азизбеков среди крестьян», а в 1956 году — «Выступление М. Азизбекова на расширенном заседании Бакинского Совета 2 ноября 1917 г.» («Провозглашение Советской власти в Азербайджане»)[201].

#### Кинематограф
- 1933 — «Двадцать шесть комиссаров» (реж. Н. Шенгелая) — Баба-заде[202].
- 1960 — «Утро» (реж. А. Кулиев) — Нодар Шашик-оглы
- 1966 — «Двадцать шесть бакинских комиссаров» (реж. А. Ибрагимов) — Мелик Дадашев

### Комментарии
1. ↑  В официальных документах его имя указано как Мешадибек Азизбеков, где окончанием в личном именем служит титул бек. Например, в свидетельстве о рождении написано Мешадибек Азизбек оглы; в аттестате об окончании основного отделения Бакинского реального училища — Мешадибек Азизбеков; в личной карточке из картотеки жандармского управления — Мешади-бек Азизбеков[6] и др.
2. ↑  На тот момент оно располагалось на месте нынешнего здания Международного банка Азербайджана. Затем Бакинское реальное училище было переведено в новое здание, где в настоящее время расположен Азербайджанский государственный экономический университет.
3. ↑  АСПС — Азербайджанский совет профсоюзов. На 1902 год здесь располагалась гостиница «Метрополь». В настоящее время это здание Музея азербайджанской литературы имени Низами Гянджеви.
4. ↑  Чемберекенд — мусульманское поселение, где располагалось нагорное кладбище. Ныне в этом районе расположена Аллея шахидов.
5. ↑  В настоящее время её не существует. На месте Петровской площади ныне расположен Музейный центр.